# Сирково (Новгородська область)
Сирково (рос. Сырково) — присілок в Новгородському районі Новгородської області Російської Федерації.
Населення становить 2493 особи. Входить до складу муніципального утворення Єрмолинське сільське поселення.

## Історія
Від 2004 року входить до складу муніципального утворення Єрмолинське сільське поселення.

## Населення
| 2010 |
| ---- |
| 2493 |